# آلفرد بوین
آلفرد بوین (فرانسوی: Alfred Buyenne‎) ژیمناست هنری اهل فرانسه بود. از افتخارات وی میتوان به کسب مدال برنز تمامی اسباب تیمی در بازی‌های المپیک تابستانی ۱۹۲۰ اشاره کرد.